# Алимбетов, Абылай
Абыла́й Алимбе́тов (каз. Абылай Әлімбетов; 20 марта 1921 года — 23 сентября 1973 года) — советский офицер, полковник, Герой Советского Союза (30.10.1943).
В годы Великой Отечественной войны — командир отделения роты автоматчиков 303-го стрелкового полка, 69-й Краснознамённой Севской стрелковой дивизии, 18-го стрелкового корпуса, 65-й армии, Центрального фронта, сержант.

## Биография
Родился 20 марта 1921 года в кишлаке Хумсан (ныне — Бостанлыкский район Ташкентской области Узбекистана). По национальности казах.
Рано оставшись без родителей, воспитывался и учился в детском доме в селе Хумсан (ныне Бостанлыкский район Узбекистана). До войны работал в Хусманском детском доме воспитателем.
Призван в Красную Армию в январе 1942 года и в этом же году на фронтах Великой Отечественной войны. Член ВКП(б)/КПСС с 1944 года.
Особо отличился сержант Алимбетов 15 октября 1943 года при форсировании реки Днепр в районе посёлка городского типа Радуль Репкинского района Черниговской области Украинской ССР (ныне Украина). Переправившись на другой берег реки, он, во главе бойцов вверенного ему отделения, ворвался во вражескую траншею. В ходе боя на правом берегу Днепра Алимбетов заменил погибшего командира взвода. И уже взвод под его командованием отразил пять вражеских контратак и удержал захваченный рубеж.

Указом Президиума Верховного Совета СССР от 30 октября 1943 года
за успешное форсирование реки Днепр, прочное закрепление плацдарма на западном берегу реки Днепр и проявленные при этом отвагу и геройство
 сержанту Алимбетову Абылаю присвоено звание Героя Советского Союза с вручением ордена Ленина и медали «Золотая Звезда».
После награждения окончил ускоренный курс артиллерийского училища и был направлен в 70-й гвардейский пушечный артиллерийский полк 22-й гвардейской пушечной артиллерийской бригады 3-й гвардейской артиллерийской дивизии прорыва. Участвовал в Советско-японской войне.
По окончании войны Абылай Алимбетов продолжил службу в армии. Окончил Ленинградское военно-политическое училище, затем Военно-политическую академию имени В. И. Ленина.
Полковник Алимбетов Абылай работал председателем комитетов ДОСААФ в Кзыл-Ординской, Талды-Курганской и Гурьевской областях Казахской ССР.
Умер 23 сентября 1973 года.

## Награды
- Медаль «Золотая Звезда» Героя Советского Союза (30.10.1943; № 1630).
- Орден Ленина (30.10.1943).
- Орден Отечественной войны II степени (04.10.1943).
- Медали, в том числе:
  - Медаль «За боевые заслуги» (21.08.1953).
  - Медаль «За победу над Германией в Великой Отечественной войне 1941—1945 гг.» (09.05.1945).
  - Юбилейная медаль «Двадцать лет Победы в Великой Отечественной войне 1941—1945 гг.» (07.05.1965).
  - Медаль «За взятие Кёнигсберга» (09.06.1945).
  - Медаль «За победу над Японией» (30.09.1945).

## Память
- Бюст Героя установлен в посёлке Асыката Южно-Казахстанской области Казахстана (бывший посёлок Кировский Чимкентской области).